# ダニエレ・デジデリオ
ダニエレ・アントニオ・デジデリオ（Daniele Antonio Desiderio, 1979年1月6日 - ）は、イタリアの元男子バレーボール選手、ビーチバレー選手。元イタリア代表。

## 来歴
カターニア出身。1987年、地元カターニアのユースチームでバレーボールを始める。パルマのユースチームを経て、1995年にセリエAのパルマへ入団。ナポリ戦にて16歳でリーグ戦デビューを飾った。
1996年にトレヴィーゾへ移籍し、ユース代表として出場した1997年ユース世界選手権でMVPを獲得、ジュニア代表として出場した1998年ジュニア欧州選手権で優勝、同年セリエAリーグ優勝、2000年欧州チャンピオンズリーグ優勝を果たし、イタリア代表に選出。2001年地中海競技大会に出場し金メダルを獲得した。同年スペインのウニカハ・アルメリアでリーグ優勝。2002年にトレヴィーゾへ復帰し、翌2003年にセリエAで2度目となるリーグ優勝を飾った。
2008年9月、VプレミアリーグのNECブルーロケッツへ移籍。NECでは「ダニエル・デジデリオ」の登録名でプレーしたが、2009年にNECが無期限休部となったため、実質上、最後の外国人選手となった。その後、セリエAには戻らず、アラブ首長国連邦のアル・シャバーブ・アル・アラビークラブへ移籍した。

## 所属クラブ
- パッラヴォーロ・パルマ （1995-1996年）
- シスレー・トレヴィーゾ （1996-1998年）
- ブル・バレー・ヴェローナ （1998-1999年）
- シスレー・トレヴィーゾ （1999-2000年）
- CVアルメリア （2000-2001年）
- センプレ・バレー・パドヴァ （2001-2002年）
- シスレー・トレヴィーゾ （2002-2003年）
- 4トッリ・フェラーラ・バレー （2003-2004年）
- バッサーノ・バレー （2004-2007年）
- パッラヴォーロ・カターニア （2007-2008年）
- NECブルーロケッツ （2008-2009年）
- アル・シャバーブ・アル・アラビー （2009-2011年）
- シャルダリ・タブリーズ（2011-2012年）
- メッツ・デ・グアイナーボ（2012年）
- アル・ガラファSC（2013年）
- アル・アイン（2014年）